# Liste des princes de Mourom-Riazan
Liste des princes de Mourom-Riazan, en Russie.

## Princes de Mourom-Riazan
- 1096: Oleg Ier de Tchernigov (première fois)
- 1096-1097: Oleg Ier de Tchernigov (deuxième fois)